# Seria GP3 – Yas Marina 2013
Runda GP3 na torze Yas Marina Circuit – ósma runda mistrzostw serii GP3 w sezonie 2013.

## Wyniki

### Sesja treningowa
| Nr | Kierowca     | Konstruktor | Czas     | Okr. |
| -- | ------------ | ----------- | -------- | ---- |
| 6  | Daniił Kwiat | MW Arden    | 1:57,130 | 18   |

### Kwalifikacje
Źródło: Autosport
| Poz. | Nr | Kierowca            | Konstruktor           | Czas     | Poz. s. |
| ---- | -- | ------------------- | --------------------- | -------- | ------- |
| 1    | 6  | Daniił Kwiat        | MW Arden              | 1:55,473 | 1       |
| 2    | 8  | Nick Yelloly        | Carlin                | 1:55,753 | 2       |
| 3    | 28 | Kevin Korjus        | Koiranen GP           | 1:55,785 | 3       |
| 4    | 9  | Alexander Sims      | Carlin                | 1:56,221 | 4       |
| 5    | 3  | Jack Harvey         | ART Grand Prix        | 1:56,265 | 5       |
| 6    | 4  | Carlos Sainz Jr.    | MW Arden              | 1:56,392 | 6       |
| 7    | 1  | Conor Daly          | ART Grand Prix        | 1:56,442 | 7       |
| 8    | 11 | Patric Niederhauser | Jenzer Motorsport     | 1:56,487 | 8       |
| 9    | 27 | Dean Stoneman       | Koiranen GP           | 1:56,560 | 9       |
| 10   | 2  | Facu Regalía        | ART Grand Prix        | 1:56,722 | 10      |
| 11   | 23 | Giovanni Venturini  | Trident Racing        | 1:56,730 | 11      |
| 12   | 14 | Tio Ellinas         | Marussia Manor Racing | 1:56,928 | 12      |
| 13   | 17 | Jimmy Eriksson      | Status GP             | 1:57,057 | 18      |
| 14   | 5  | Robert Visoiu       | MW Arden              | 1:57,095 | 13      |
| 15   | 16 | Dino Zamparelli     | Marussia Manor Racing | 1:57,281 | 14      |
| 16   | 12 | Alex Fontana        | Jenzer Motorsport     | 1:57,420 | 15      |
| 17   | 25 | Emanuele Zonzini    | Trident Racing        | 1:57,445 | 16      |
| 18   | 26 | Patrick Kujala      | Koiranen GP           | 1:57,667 | 17      |
| 19   | 7  | Luís Sá Silva       | Carlin                | 1:57,967 | 19      |
| 20   | 24 | Robert Cregan       | Trident Racing        | 1:58,040 | 20      |
| 21   | 19 | Josh Webster        | Status GP             | 1:58,115 | 21      |
| 22   | 18 | Adderly Fong        | Status GP             | 1:58,328 | 22      |
| 23   | 10 | Samin Gómez Briceno | Jenzer Motorsport     | 1:58,522 | 24      |
| 24   | 21 | Alice Powell        | Bamboo Engineering    | 1:58,553 | 26      |
| 25   | 15 | Ryan Cullen         | Marussia Manor Racing | 1:58,804 | 25      |
| 26   | 22 | Carmen Jordá        | Bamboo Engineering    | 1:59,400 | 23      |
| Poz. | Nr | Kierowca            | Konstruktor           | Czas     | Poz. s. |

### Wyścig 1

#### Wyścig
Źródło: Wyprzedź Mnie!
| P                 | + / –     | Nr | Kierowca            | Konstruktor           | Okr. | Czas / Strata | Komentarz |
| ----------------- | --------- | -- | ------------------- | --------------------- | ---- | ------------- | --------- |
| 1                 | Bez zmian | 6  | Daniił Kwiat        | MW Arden              | 14   | 29:40,145     |           |
| 2                 | 2         | 9  | Alexander Sims      | Carlin                | 14   | +0:04,677     |           |
| 3                 | 1         | 8  | Nick Yelloly        | Carlin                | 14   | +0:07,053     |           |
| 4                 | 3         | 1  | Conor Daly          | ART Grand Prix        | 14   | +0:07,411     |           |
| 5                 | Bez zmian | 3  | Jack Harvey         | ART Grand Prix        | 14   | +0:08,333     |           |
| 6                 | 3         | 27 | Dean Stoneman       | Koiranen GP           | 14   | +0:14,900     |           |
| 7                 | 5         | 14 | Tio Ellinas         | Marussia Manor Racing | 14   | +0:18,235     |           |
| 8                 | 9         | 26 | Patrick Kujala      | Koiranen GP           | 14   | +0:26,882     |           |
| 9                 | 5         | 16 | Dino Zamparelli     | Marussia Manor Racing | 14   | +0:33,215     |           |
| 10                | 3         | 5  | Robert Visoiu       | MW Arden              | 14   | +0:34,100     |           |
| 11                | Bez zmian | 23 | Giovanni Venturini  | Trident Racing        | 14   | +0:34,781     |           |
| 12                | 9         | 28 | Kevin Korjus        | Koiranen GP           | 14   | +0:35,528     |           |
| 13                | 2         | 12 | Alex Fontana        | Jenzer Motorsport     | 14   | +0:36,041     |           |
| 14                | 2         | 25 | Emanuele Zonzini    | Trident Racing        | 14   | +0:36,045     |           |
| 15                | 5         | 2  | Facu Regalía        | ART Grand Prix        | 14   | +0:36,957     | [ a ]     |
| 16                | 4         | 24 | Robert Cregan       | Trident Racing        | 14   | +0:38,133     |           |
| 17                | 5         | 18 | Adderly Fong        | Status GP             | 14   | +0:39,707     |           |
| 18                | 1         | 7  | Luís Sá Silva       | Carlin                | 14   | +0:40,829     |           |
| 19                | 7         | 21 | Alice Powell        | Bamboo Engineering    | 14   | +0:41,277     |           |
| 20                | 5         | 15 | Ryan Cullen         | Marussia Manor Racing | 14   | +0:44,591     |           |
| 21                | Bez zmian | 19 | Josh Webster        | Status GP             | 14   | +0:49,911     |           |
| 22                | 2         | 10 | Samin Gómez Briceno | Jenzer Motorsport     | 14   | +1:30,470     |           |
| 23                | 5         | 17 | Jimmy Eriksson      | Status GP             | 13   | +1 okr.       |           |
| Niesklasyfikowani |           |    |                     |                       |      |               |           |
|                   |           | 11 | Patric Niederhauser | Jenzer Motorsport     | 4    |               |           |
|                   |           | 22 | Carmen Jordá        | Bamboo Engineering    | 0    |               |           |
| Zdyskwalifikowani |           |    |                     |                       |      |               |           |
|                   |           | 4  | Carlos Sainz Jr.    | MW Arden              | 14   | +0:32,830     | [ 5 ]     |
| P                 | + / –     | Nr | Kierowca            | Konstruktor           | Okr. | Czas / Strata | Komentarz |

#### Najszybsze okrążenie
| Nr | Kierowca     | Konstruktor | Czas     | Okr. |
| -- | ------------ | ----------- | -------- | ---- |
| 6  | Daniił Kwiat | MW Arden    | 1:57,059 | 5    |

#### Prowadzenie w wyścigu
| Nr                              | Kierowca     | Okrążenia | Suma |
| ------------------------------- | ------------ | --------- | ---- |
| 6                               | Daniił Kwiat | 1-14      | 14   |
| \| Wykres \| \| ------ \| \| \| |              |           |      |
| Wykres                          |              |           |      |
|                                 |              |           |      |

### Wyścig 2

#### Wyścig
Źródło: Wyprzedź Mnie!
| P  | + / –     | Nr | Kierowca            | Konstruktor           | Okr. | Czas / Strata | Komentarz |
| -- | --------- | -- | ------------------- | --------------------- | ---- | ------------- | --------- |
| 1  | 1         | 14 | Tio Ellinas         | Marussia Manor Racing | 14   | 27:59,709     |           |
| 2  | 1         | 27 | Dean Stoneman       | Koiranen GP           | 14   | +0:00,293     |           |
| 3  | 2         | 1  | Conor Daly          | ART Grand Prix        | 14   | +0:00,774     |           |
| 4  | Bez zmian | 3  | Jack Harvey         | ART Grand Prix        | 14   | +0:01,231     |           |
| 5  | 3         | 6  | Daniił Kwiat        | MW Arden              | 14   | +0:01,865     |           |
| 6  | Bez zmian | 8  | Nick Yelloly        | Carlin                | 14   | +0:05,507     |           |
| 7  | Bez zmian | 9  | Alexander Sims      | Carlin                | 14   | +0:07,964     |           |
| 8  | 1         | 16 | Dino Zamparelli     | Marussia Manor Racing | 14   | +0:16,528     |           |
| 9  | 2         | 23 | Giovanni Venturini  | Trident Racing        | 14   | +0:16,726     |           |
| 10 | 3         | 12 | Alex Fontana        | Jenzer Motorsport     | 14   | +0:17,149     |           |
| 11 | 1         | 5  | Robert Visoiu       | MW Arden              | 14   | +0:17,894     |           |
| 12 | Bez zmian | 28 | Kevin Korjus        | Koiranen GP           | 14   | +0:21,765     |           |
| 13 | 3         | 24 | Robert Cregan       | Trident Racing        | 14   | +0:22,332     |           |
| 14 | Bez zmian | 25 | Emanuele Zonzini    | Trident Racing        | 14   | +0:22,676     |           |
| 15 | 9         | 11 | Patric Niederhauser | Jenzer Motorsport     | 14   | +0:23,253     |           |
| 16 | 1         | 2  | Facu Regalía        | ART Grand Prix        | 14   | +0:24,575     |           |
| 17 | 1         | 7  | Luís Sá Silva       | Carlin                | 14   | +0:26,509     |           |
| 18 | 8         | 4  | Carlos Sainz Jr.    | MW Arden              | 14   | +0:27,365     |           |
| 19 | 18        | 26 | Patrick Kujala      | Koiranen GP           | 14   | +0:34,660     |           |
| 20 | 1         | 21 | Alice Powell        | Bamboo Engineering    | 14   | +0:36,238     |           |
| 21 | 4         | 18 | Adderly Fong        | Status GP             | 14   | +0:41,130     |           |
| 22 | 1         | 19 | Josh Webster        | Status GP             | 14   | +0:44,113     |           |
| 23 | 2         | 22 | Carmen Jordá        | Bamboo Engineering    | 14   | +0:49,498     |           |
| 24 | 4         | 15 | Ryan Cullen         | Marussia Manor Racing | 14   | +1:09,299     |           |
| 25 | 3         | 10 | Samin Gómez Briceno | Jenzer Motorsport     | 14   | +1:09,861     | [ 7 ]     |
| 26 | 3         | 17 | Jimmy Eriksson      | Status GP             | 14   | +1:22,070     |           |
| P  | + / –     | Nr | Kierowca            | Konstruktor           | Okr. | Czas / Strata | Komentarz |

#### Najszybsze okrążenie
| Nr | Kierowca     | Konstruktor | Czas     | Okr. |
| -- | ------------ | ----------- | -------- | ---- |
| 8  | Nick Yelloly | Carlin      | 1:58,487 | 11   |

#### Prowadzenie w wyścigu
| Nr                              | Kierowca       | Okrążenia | Suma |
| ------------------------------- | -------------- | --------- | ---- |
| 14                              | Tio Ellinas    | 1-14      | 14   |
| 26                              | Patrick Kujala | 1         | 0    |
| \| Wykres \| \| ------ \| \| \| |                |           |      |
| Wykres                          |                |           |      |
|                                 |                |           |      |

## Lista startowa
| Team                  | Nr | Kierowca            |
| --------------------- | -- | ------------------- |
| ART Grand Prix        | 1  | Conor Daly          |
| ART Grand Prix        | 2  | Facu Regalía        |
| ART Grand Prix        | 3  | Jack Harvey         |
| MW Arden              | 4  | Carlos Sainz Jr.    |
| MW Arden              | 5  | Robert Vișoiu       |
| MW Arden              | 6  | Daniił Kwiat        |
| Carlin                | 7  | Luís Sá Silva       |
| Carlin                | 8  | Nick Yelloly        |
| Carlin                | 9  | Alexander Sims      |
| Jenzer Motorsport     | 10 | Samin Gómez Briceno |
| Jenzer Motorsport     | 11 | Patric Niederhauser |
| Jenzer Motorsport     | 12 | Alex Fontana        |
| Marussia Manor Racing | 14 | Tio Ellinas         |
| Marussia Manor Racing | 15 | Ryan Cullen         |
| Marussia Manor Racing | 16 | Dino Zamparelli     |
| Status GP             | 17 | Jimmy Eriksson      |
| Status GP             | 18 | Adderly Fong        |
| Status GP             | 19 | Josh Webster        |
| Bamboo Engineering    | 21 | Alice Powell        |
| Bamboo Engineering    | 22 | Carmen Jordá        |
| Trident Racing        | 23 | Giovanni Venturini  |
| Trident Racing        | 24 | Robert Cregan       |
| Trident Racing        | 25 | Emanuele Zonzini    |
| Koiranen GP           | 26 | Patrick Kujala      |
| Koiranen GP           | 27 | Dean Stoneman       |
| Koiranen GP           | 28 | Kevin Korjus        |